# Гиллеспи, Грегор
Гре́гор Во́льц Гилле́спи (англ. Gregor Volz Gillespie; род. 18 марта 1987, Уэбстер, Нью-Йорк) — американский боец смешанного стиля, представитель лёгкой весовой категории. Выступает на профессиональном уровне начиная с 2014 года, известен по участию в турнирах бойцовских организаций UFC и Ring of Combat. Владел титулом чемпиона Ring of Combat в лёгком весе.

## Биография
Грегор Гиллеспи родился 18 марта 1987 года в Уэбстере, Нью-Йорк.
Во время учёбы в местной старшей школе Webster Schroeder High School начал серьёзно заниматься борьбой, дважды становился чемпионом штата среди школьников. Продолжил борцовскую карьеру в Эдинбургском университете в Пенсильвании, выступал в первом дивизионе Национальной ассоциации студенческого спорта, четыре раза получал статус всеамериканского спортсмена, а в 2007 году одержал победу в зачёте национального первенства. Стал первым студентом в истории вуза, сумевшим получить статус всеамериканского спортсмена уже на первом курсе. Является также обладателем нескольких университетских рекордов: лидирует по общему количеству выигранных поединков (152), по количеству побед на первом курсе (40), по процентному соотношению побед и поражений (91,7 %). По собственному признанию, решил завершить карьеру борца, поскольку не верил, что сможет победить первого номера американской сборной Джордана Барроуза. Окончил университет со степенью бакалавра по психологии.
Впоследствии проживал на Лонг-Айленде, работал помощником тренера в Университете Хофстра, давал частные уроки борьбы бойцам ММА. Он дал себе обещание никогда не драться, но в конечном счёте всё же стал изучать смешанные единоборства и уволился с работы, чтобы полностью посвятить себя профессиональным боям.

### Ring of Combat
Дебютировал в смешанных единоборствах на профессиональном уровне в январе 2014 года, выиграл у своего соперника техническим нокаутом в первом же раунде. Первое время дрался в небольшом промоушене Ring of Combat в Атлантик-Сити, неизменно выходил из всех поединков победителем, в том числе завоевал и дважды защитил титул регионального чемпиона в лёгком весе.

### Ultimate Fighting Championship
Имея в послужном списке семь побед без единого поражения, Гиллеспи привлёк к себе внимание крупнейшей бойцовской организации мира Ultimate Fighting Championship и в 2016 году подписал с ней долгосрочный контракт. В дебютном поединке в октагоне UFC на турнире в Бразилии выиграл единогласным решением судей у местного бразильского бойца Глайку Франса.
В апреле 2017 года уже на 21 секунде первого раунда отправил в нокаут Эндрю Холбрука, заработав при этом бонус за лучшее выступление вечера.
В сентябре 2017 года с помощью «ручного треугольника» принудил к сдаче Джейсона Гонсалеса, получив награду за лучший бой вечера.
В январе 2018 года встретился с Джорданом Ринальди, выиграл у него техническим нокаутом в концовке первого раунда.
В июне 2018 года заставил сдаться Винса Пичела, взяв его на «ручной треугольник». Был награждён бонусом за лучшее выступление вечера.
В январе 2019 года в концовке второго раунда техническим нокаутом завершил бой с Янси Медейросом.

## Статистика в профессиональном ММА
| Боёв 15  | Побед 14 | Поражений 1 |
| -------- | -------- | ----------- |
| Нокаутом | 7        | 1           |
| Сдачей   | 5        | 0           |
| Решением | 2        | 0           |

| Результат | Рекорд | Соперник           | Способ                       | Турнир                               | Дата             | Раунд | Время | Место                           | Примечание                                                             |
| --------- | ------ | ------------------ | ---------------------------- | ------------------------------------ | ---------------- | ----- | ----- | ------------------------------- | ---------------------------------------------------------------------- |
| Победа    | 14-1   | Диегу Феррейра     | Технический нокаут (удары)   | UFC on ESPN: Родригес vs. Уотерсон   | 8 мая 2021       | 2     | 4:51  | Лас-Вегас, Невада США           | Бой в промежуточном весе 72,8 кг; Феррейра не сделал вес. «Бой вечера» |
| Поражение | 13-1   | Кевин Ли           | Нокаут (удар ногой в голову) | UFC 244                              | 2 ноября 2019    | 1     | 2:46  | Нью-Йорк, Нью-Йорк, США         |                                                                        |
| Победа    | 13-0   | Янси Медейрос      | Технический нокаут (удары)   | UFC Fight Night: Сехудо vs. Диллашоу | 19 января 2019   | 2     | 4:59  | Бруклин, Нью-Йорк, США          |                                                                        |
| Победа    | 12-0   | Винс Пичел         | Сдача (ручной треугольник)   | UFC Fight Night: Ривера vs. Мораис   | 1 июня 2018      | 2     | 4:06  | Ютика, Нью-Йорк, США            | «Выступление вечера»                                                   |
| Победа    | 11-0   | Джордан Ринальди   | Технический нокаут (удары)   | UFC on Fox: Жакаре vs. Брансон 2     | 27 января 2018   | 1     | 4:46  | Шарлотт, Северная Каролина, США |                                                                        |
| Победа    | 10-0   | Джейсон Гонсалес   | Сдача (ручной треугольник)   | UFC Fight Night: Рокхолд vs. Бранч   | 16 сентября 2017 | 2     | 2:10  | Питтсбург, Пенсильвания, США    | «Бой вечера»                                                           |
| Победа    | 9-0    | Эндрю Холбрук      | Нокаут (удары)               | UFC 210                              | 8 апреля 2017    | 1     | 0:21  | Буффало, Нью-Йорк, США          | «Выступление вечера»                                                   |
| Победа    | 8-0    | Глайку Франса      | Единогласное решение         | UFC Fight Night: Cyborg vs. Lansberg | 24 сентября 2016 | 3     | 5:00  | Бразилиа, Бразилия              |                                                                        |
| Победа    | 7-0    | Сидни Аутло        | Раздельное решение           | Ring of Combat 55                    | 3 июня 2016      | 3     | 5:00  | Атлантик-Сити, Нью-Джерси, США  | Защитил (2) титул чемпиона ROC в лёгком весе                           |
| Победа    | 6-0    | Хосе Марискаль     | Технический нокаут (удары)   | Ring of Combat 54                    | 4 марта 2016     | 1     | 4:09  | Атлантик-Сити, Нью-Джерси, США  | Защитил (1) титул чемпиона ROC в лёгком весе                           |
| Победа    | 5-0    | Джордж Шеппард     | Сдача (ручной треугольник)   | Ring of Combat 51                    | 5 июня 2015      | 1     | 3:45  | Атлантик-Сити, Нью-Джерси, США  | Завоевал вакантный титул чемпиона ROC в лёгком весе                    |
| Победа    | 4-0    | Джастин Стюарт     | Технический нокаут (удары)   | Ring of Combat 50                    | 23 января 2015   | 1     | 2:51  | Атлантик-Сити, Нью-Джерси, США  |                                                                        |
| Победа    | 3-0    | Джастин Харрингтон | Сдача (ручной треугольник)   | Ring of Combat 49                    | 19 сентября 2014 | 1     | 3:21  | Атлантик-Сити, Нью-Джерси, США  |                                                                        |
| Победа    | 2-0    | Брэндон Прист      | Удушающий приём (сзади)      | Ring of Combat 48                    | 16 мая 2014      | 2     | 2:37  | Атлантик-Сити, Нью-Джерси, США  |                                                                        |
| Победа    | 1-0    | Кенни Годро        | Технический нокаут (удары)   | Ring of Combat 47                    | 24 января 2014   | 1     | 1:48  | Атлантик-Сити, Нью-Джерси, США  | Дебют в лёгком весе                                                    |